# Ilhas Geórgia do Sul e Sandwich do Sul
As Ilhas Geórgia do Sul e Sandwich do Sul, Ilhas Geórgia do Sul e Sanduíche do Sul ou, no Brasil, Ilhas Geórgias do Sul e Sandwich do Sul  (em inglês: South Georgia and the South Sandwich Islands) são um território ultramarino britânico no Oceano Atlântico Sul. É uma coleção remota e inóspita de ilhas, que consiste em Geórgia do Sul e uma cadeia de ilhas menores conhecidas como Ilhas Sandwich do Sul. A Geórgia do Sul tem 165 km de extensão e 1 a 35 km de largura e é, de longe, a maior ilha do território. As Ilhas Sandwich do Sul situam-se a cerca de 700 km a sudeste da Geórgia do Sul. A área total do território é de 3 903 km².
Não existe uma população permanente nas ilhas. Os habitantes atuais são o oficial do governo britânico, o vice-diretor de posto, os cientistas e a equipe de apoio do British Antarctic Survey que mantêm bases científicas na Bird Island e na capital, King Edward Point, bem como a equipe do museu em Grytviken nas proximidades.
O Reino Unido reivindicou a soberania sobre as Ilhas Geórgia do Sul em 1775 e as Ilhas Sandwich do Sul em 1908. O território da "Geórgia do Sul e as Ilhas Sandwich do Sul" foi formado em 1985; Anteriormente tinha sido governado como parte das dependências das Ilhas Malvinas. A Argentina reivindicou a Geórgia do Sul em 1927 e reivindicou as Ilhas Sandwich do Sul em 1938.
A Argentina manteve uma estação naval, Corbeta Uruguai, na Ilha de Thule, nas Ilhas Sandwich do Sul, de 1976 a 1982, quando foi fechada pela Marinha Real. A reivindicação argentina sobre a Geórgia do Sul contribuiu para a Guerra das Malvinas de 1982, durante a qual as forças argentinas ocuparam, de forma breve, a ilha. A Argentina continua a reivindicar a soberania sobre as Ilhas Geórgia do Sul e as Ilhas Sandwich do Sul.

## História

### Ilhas Geórgia do Sul
A ilha da Geórgia do Sul é dito ter sido avistada pela primeira vez em 1675 por Anthony de la Roché, um comerciante de Londres, e foi nomeado Ilha da Roche em vários mapas iniciais. Foi avistada pelo navio espanhol comercial León que opera em Saint-Malo em 28 de junho ou 29 de junho de 1756. Ao mesmo tempo, foi confundido com a Ilha Pepys, que foi "descoberta" por Dampier e Cowley em 1683, mas depois se mostrou uma ilha-fantasma.[carece de fontes?]
O capitão James Cook circunavegou a ilha em 1775 e fez o primeiro pouso. Ele reivindicou o território para o Reino da Grã-Bretanha, e o chamou de "Ilha da Geórgia" em homenagem ao rei George III. Os arranjos britânicos para o governo da Geórgia do Sul foram estabelecidos sob a patente de cartas britânica de 1843.
Em 1882–1883, uma expedição alemã para o Primeiro Ano Polar Internacional foi estacionada na Royal Bay, no lado sudeste da ilha. Os cientistas deste grupo observaram o trânsito de Venus e gravaram as ondas produzidas pela erupção do vulcão Krakatoa em 1883.
A caça de focas na Geórgia do Sul começou em 1786 e continuou durante todo o século XIX. As águas foram traiçoeiras e vários navios foram destruídos lá, como Earl Spencer, no final de 1801.

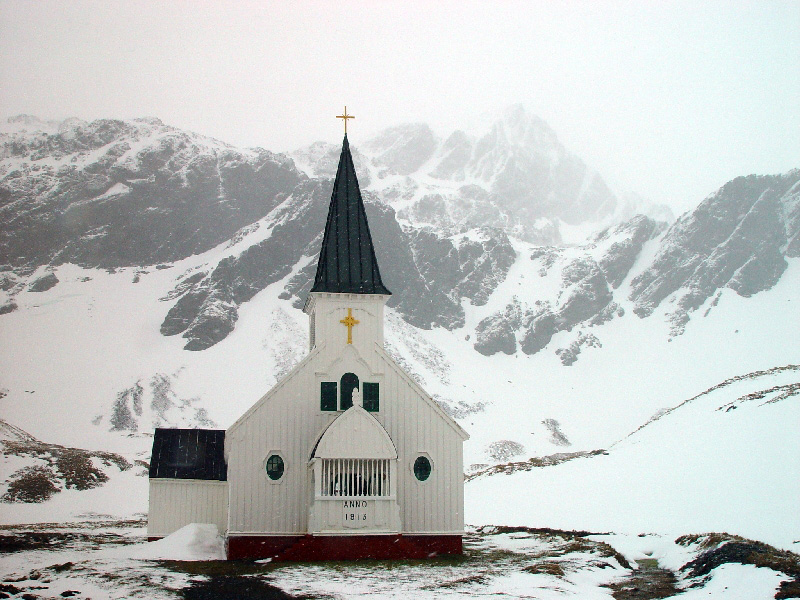
A Igreja de Grytviken.

A Geórgia do Sul tornou-se uma base para a caça à baleia no início do século XX, até a caça à baleia na década de 1960. Um norueguês, Carl Anton Larsen, estabeleceu a primeira estação de baleação terrestre e a primeira habitação permanente em Grytviken em 1904. Operou através de sua Companhia de Pesca argentina, que se instalou em Grytviken. A estação permaneceu em operação até 1965.
As estações baleeiras operavam sob arrendamento concedido pelo governador (britânico) das Ilhas Malvinas. As estações baleeiras foram lugares desagradáveis e perigosos para o trabalho. Um deles foi chamado de "uma casa de charneira a ferver por atacado em vaselina" por um visitante do início do século XX. Seus "vapores putrefatos [pareciam] o pong de peixe ruim, estrume e obras de bronzeamento misturadas", escreveu Tim Flannery, que notou um perigo bizarro: "Uma baleia podre poderia encher de gás para explodir, ejetando um feto do tamanho de Um veículo a motor com força suficiente para matar um homem".

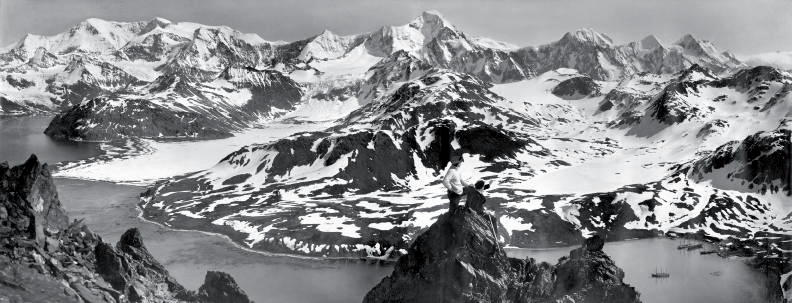
Uma visão panorâmica da Geórgia do Sul, fotografada por Frank Hurley durante a Expedição Trans-Antártica Imperial.

Com o fim da indústria baleeira, as estações foram abandonadas. Além de alguns prédios preservados, como o museu e a igreja em Grytviken, apenas os seus restos decadentes sobrevivem.
A partir de 1905, o Instituto Meteorológico da Argentina cooperou na manutenção de um observatório meteorológico em Grytviken, sob os requisitos de arrendamento britânico da estação da baleeira, até que estes mudaram em 1949.
Em 1908, o Reino Unido emitiu outras cartas patentes que estabeleceram acordos constitucionais para suas posses no Atlântico Sul. A patente de cartas abrangeu a Geórgia do Sul, as Ilhas Órcades do Sul, as Shetlands do Sul, as Ilhas Sandwich do Sul e Graham Land. (A reivindicação foi estendida em 1917 para incluir um setor da Antártida atingindo o pólo sul).
Em 1909, um centro administrativo e residência foram estabelecidos em King Edward Point, no sul da Geórgia, perto da estação da baleeira de Grytviken. Uma administração britânica permanente e um magistrado residente exerceram a posse efetiva, a execução da lei britânica e a regulamentação de todas as atividades econômicas, científicas e outras no território, que era então regida como Dependências das Ilhas Malvinas.
Em cerca de 1912, o que é de acordo com algumas contas, a maior baleia já capturada, uma baleia azul de 33,58 m (110 ft), foi aterrada em Grytviken.
Em abril de 1916, a Expedição Trans-Antártica Imperial de Ernest Shackleton tornou-se encalhada na Ilha Elefante, a cerca de 800 milhas (1 300 km) a sudoeste da Geórgia do Sul. Shackleton e cinco companheiros partiram em um pequeno barco para convocar ajuda, e em 10 de maio, depois de uma viagem épica, eles pousaram na Baía do Rei Haakon na costa sul da Geórgia do Sul. Enquanto três ficaram na costa, Shackleton e os outros dois, Tom Crean e Frank Worsley, passaram a cobrir 35 km (35 km) sobre a espinha da ilha montanhosa para alcançar a ajuda na estação de baleação de Stromness. Os restantes 22 membros da expedição, que ficaram na Ilha Elefante, foram posteriormente resgatados. Em janeiro de 1922, durante uma expedição posterior, Shackleton morreu a bordo do navio, amarrado em King Edward Cove, Georgia do Sul. Ele está enterrado em Grytviken. As cinzas de outro explorador antártico notável, Frank Wild, que tinha sido o segundo comando de Shackleton na Expedição Imperial Trans-Antartica, foram enterrados ao lado de Shackleton em 2011.
Durante a Segunda Guerra Mundial, a Marinha Real desdobrou um navio mercante armado para patrulhar as águas sul-georgianas e antárticas contra os incursores alemães, juntamente com duas armas de quatro polegadas (ainda presentes) que protegem Cumberland Bay e Stromness Bay, que eram equipadas por voluntários de Entre os baleeiros noruegueses. A base no King Edward Point foi expandida como uma instalação de pesquisa em 1949/1950 pelo British Antarctic Survey, que até 1962 foi chamado de Falkland Islands Dependencies Survey.
A guerra das Malvinas estourou em 19 de março de 1982, quando um grupo de argentinos (a maioria deles realmente marines argentinos em 'mufti'), que se apresentavam como comerciantes de sucata, ocuparam a estação baleeira abandonada em Leith Harbour, na Geórgia do Sul. Em 3 de abril, as tropas argentinas atacaram e ocuparam Grytviken. Entre os comandantes da guarnição argentina, Alfredo Astiz, capitão da Marinha argentina, anos depois, foi condenado por delitos cometidos durante a Guerra Suja na Argentina.
A ilha foi recapturada pelas forças britânicas em 25 de abril na Operação Paraquet. Em 1985, as Ilhas Geórgia do Sul e as Ilhas Sandwich do Sul deixaram de ser administradas como Dependência das Ilhas Malvinas e se tornaram um território separado. A base de King Edward Point, que se tornou uma pequena guarnição militar após a guerra das Malvinas, voltou ao uso civil em 2001 e agora é operada pelo British Antarctic Survey.

### Ilhas Sandwich do Sul
O capitão James Cook descobriu as oito ilhas do sul do Grupo das Ilhas Sandwich em 1775, embora ele agrupasse os três mais ao sul juntos, e seu status como ilhas separadas não foi estabelecido até 1820 por Fabian Gottlieb von Bellingshausen. As ilhas do norte três foram descobertas por Bellingshausen em 1819. As ilhas foram tentativamente chamado "Sandwich Land" por Cook, embora ele também tenha comentado que eles podem ser um grupo de ilhas ao invés de um solo terreno. O nome foi escolhido em homenagem a John Montagu, 4º conde de sanduíche, primeiro senhor do Almirantado. A palavra "Sul" foi posteriormente adicionada para distingui-los das "Ilhas Sandwich", agora conhecidas como Ilhas Havaianas.
A Argentina reivindicou as Ilhas Sandwich do Sul em 1938 e desafiou a soberania britânica nas ilhas em várias ocasiões. De 25 de janeiro de 1955 a meados de 1956, a Argentina manteve a estação de verão Teniente Esquivel na baía de Ferguson, na costa sudeste da ilha de Thule. A Argentina manteve uma base naval (Corbeta Uruguai) de 1976 a 1982, no lee (costa leste do sul) da mesma ilha. Embora os britânicos tenham descoberto a presença da base argentina em 1976, protestou e tentou resolver o problema por meios diplomáticos, nenhum esforço foi feito para removê-los pela força até depois da Guerra das Malvinas. A base foi removida em 20 de junho de 1982.
Em 10 de fevereiro de 2008, um terremoto de magnitude 6.5 teve seu epicentro 205 km (127 mi, 111 nmi) SSE da Ilha Bristol. Em 30 de junho de 2008 às 06h17min53 UTC, um terremoto de magnitude 7,0 atingiu a região. Seu epicentro estava em 58.160S 21.893W, 283 km (176 mi, 153 nmi) ENE (73 graus) da Ilha de Bristol. O United States Geological Survey informou que um terremoto de magnitude 7,3 ocorreu às 10h04 EDT em 15 de julho de 2013, 216 km (134 milhas, 117 nmi) ao sul-sudeste da Ilha de Bristol, Ilhas Sandwich do Sul, a uma profundidade de 31,3 km ( 19,4 mi). O epicentro estava localizado a 2 230 km a sudeste de Stanley, Ilhas Malvinas.

## Geografia

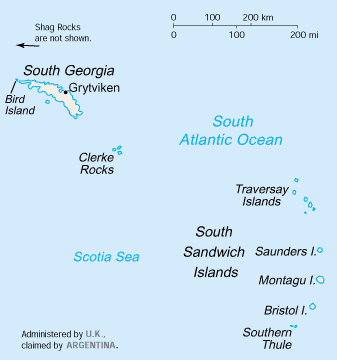
Mapa das ilhas.

As Ilhas Geórgia do Sul e as Ilhas Sandwich do Sul são um grupo de ilhas no Oceano Atlântico Sul. A maioria das ilhas, que se elevam abruptamente do mar, são acidentadas e montanhosas. Nas elevações mais altas, as ilhas são permanentemente cobertas de gelo e neve.
O grupo das Ilhas Geórgia do Sul situa-se a cerca de 1 390 km (864 mi; 751 nmi) a leste-sudeste das Ilhas Malvinas, a 54° 55° S, 36° 38° W. Compreende a própria Ilha da Geórgia do Sul (de longe a maior ilha do território) e as ilhas que imediatamente a cercam e algumas ilhotas remotas e isoladas a oeste e a leste-sudeste. Tem uma área total de 3 756 km² (1 450 milhas quadradas), incluindo ilhas satélites (mas excluindo as Ilhas Sandwich do Sul que formam um grupo separado da ilha).
A Ilha da Geórgia do Sul fica nas coordenadas 54° 15'S 36° 45'W e tem uma área de 3 528 km². É montanhosa e em grande parte estéril. Onze picos elevam-se a mais de 2 000 m de altura, suas encostas sulcadas de profundos desfiladeiros cheios de geleiras; O maior é o Glaciar Fortuna. O pico mais alto é Mount Paget na faixa Allardyce em 2 934 m (9 626 ft).
Geologicamente, a ilha consiste em gnaeisses e xistos argilosos com mechas ocasionais e outras camadas sedimentares das quais os fósseis foram recuperados. A ilha é um fragmento de uma maior massa terrestre que agora desapareceu e provavelmente foi uma antiga extensão do sistema andino.
Ilhas mais pequenas e ilhas da costa da Ilha da Geórgia do Sul incluem Annenkov, Ilha Bird, Ilha Cooper, Ilha Grass, Ilha Jomfruene, Pickersgill, Ilha Welcome, Ilha Willis e Ilha Trinity.
As Ilhas Sandwich do Sul (em espanhol: Islas Sandwich del Sur, em inglês: South Sandwich Islands) compreendem 11 ilhas principalmente vulcânicas (excluindo pequenas ilhas satélites e rochas offshore), com alguns vulcões ativos. Eles formam um arco de ilha que corre de norte a sul na região 56° 18'-59° 27'S, 26° 23'-28° 08'W, entre cerca de 560 km e 800 km a sudeste da Geórgia do Sul.
O extremo norte das Ilhas Sandwich do Sul forma os grupos das Ilhas Traversay e das Ilhas Candlemas, enquanto o extremo sul é o sul do Thule. As três maiores ilhas — Saunders, Montagu e Bristol — estão entre as duas. O ponto mais alto das ilhas é o monte Belinda (1 370 m) na ilha de Montagu.
As Ilhas Sandwich do Sul estão desabastecidas, embora uma estação de pesquisa argentina permanentemente localizada se localizasse na Ilha Thule de 1976 a 1982 (para detalhes, veja a seção "História" acima). Existem estações meteorológicas automáticas na Ilha Thule (Morrell) e Zavodovski. Ao noroeste da Ilha Zavodovski está o Protector Shoal, um vulcão submarino.

### Clima

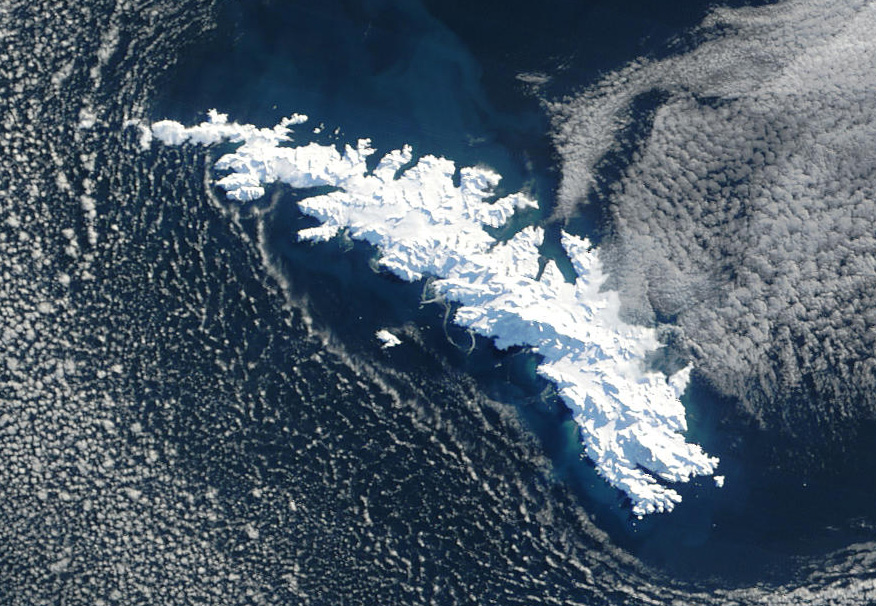
Imagem de satélite da NASA da Ilha Geórgia do Sul coberta de neve.

O clima é classificado como polar, próximo do clima do Alasca ou do norte da Noruega, e é altamente variável e áspero; criando uma tundra (ET) na Classificação climática de Köppen. As temperaturas máximas diárias típicas na Geórgia do Sul ao nível do mar são em torno de 0 °C no inverno (agosto) e 8 °C no verão (janeiro). As temperaturas mínimas do inverno são normalmente cerca de -5 °C e raramente mergulham abaixo de -10 °C. A precipitação anual no sul da Geórgia é de cerca de 1 500 mm, Grande parte do qual cai como aguaceiro ou neve, o que é possível em qualquer mês. No interior, a linha de neve no verão está a uma altitude de cerca de 300 m.
As Ilhas Sandwich do Sul são muito mais frias do que a Geórgia do Sul, sendo mais ao sul e mais expostas a surtos frios do continente antártico. Eles também estão cercados por gelo do mar de meados de maio até o final de novembro (ainda mais no extremo sul). Os extremos de temperatura registrados na Ilha de Thule do Sul variaram de -29,8 a 17,7 °C.

### Fauna

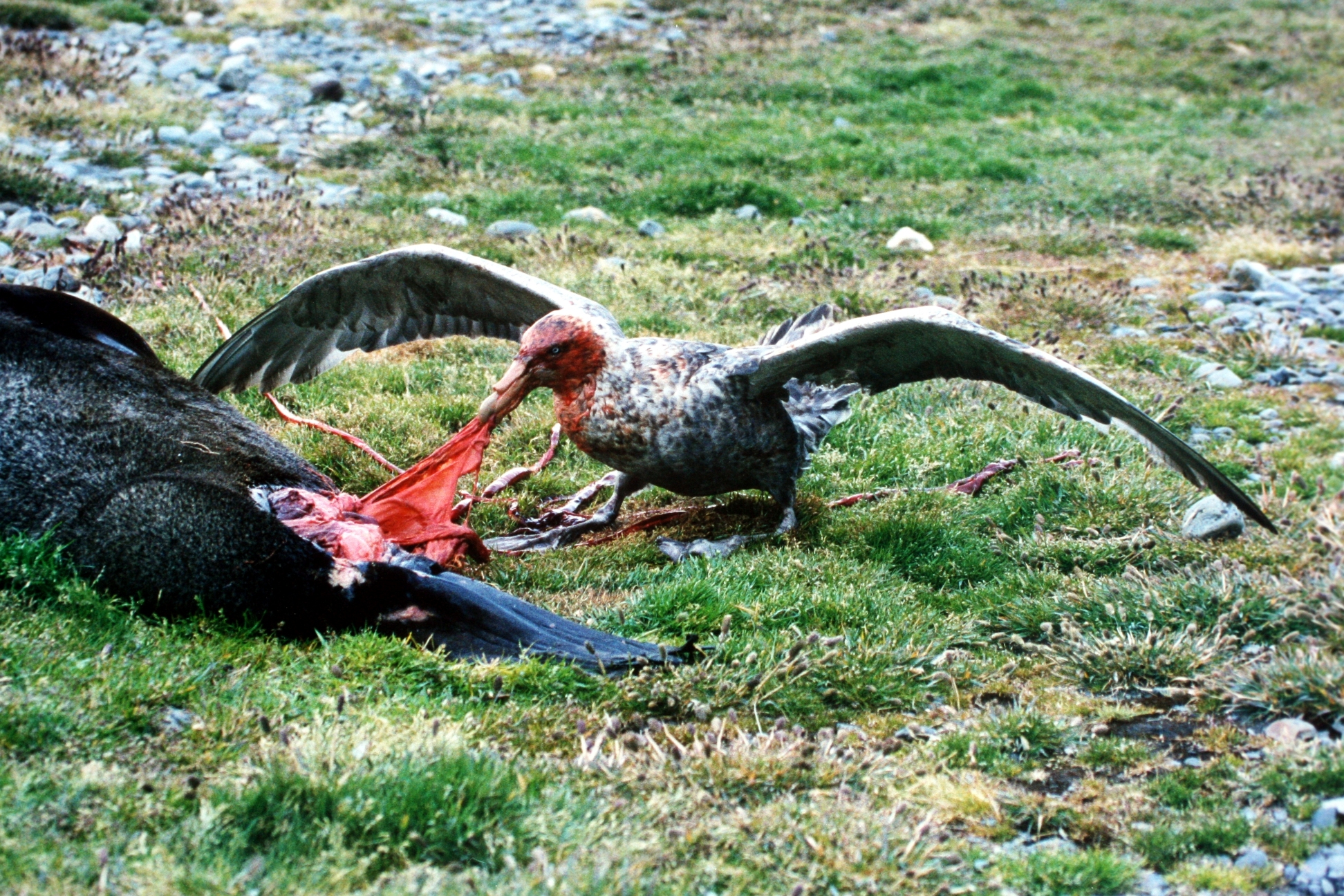
Petrel-gigante na ilha da Geórgia do Sul

A Geórgia do Sul é um abrigo de suma importância para a reprodução de várias espécies de animais, que em certas épocas do ano encontram ali um lugar mais quente para a reprodução. Dentre os animais que ali aportam estão: pinguins, baleias, leões-marinhos, focas, albatrozes, etc. Portanto, torna-se vital a preservação de tal santuário.

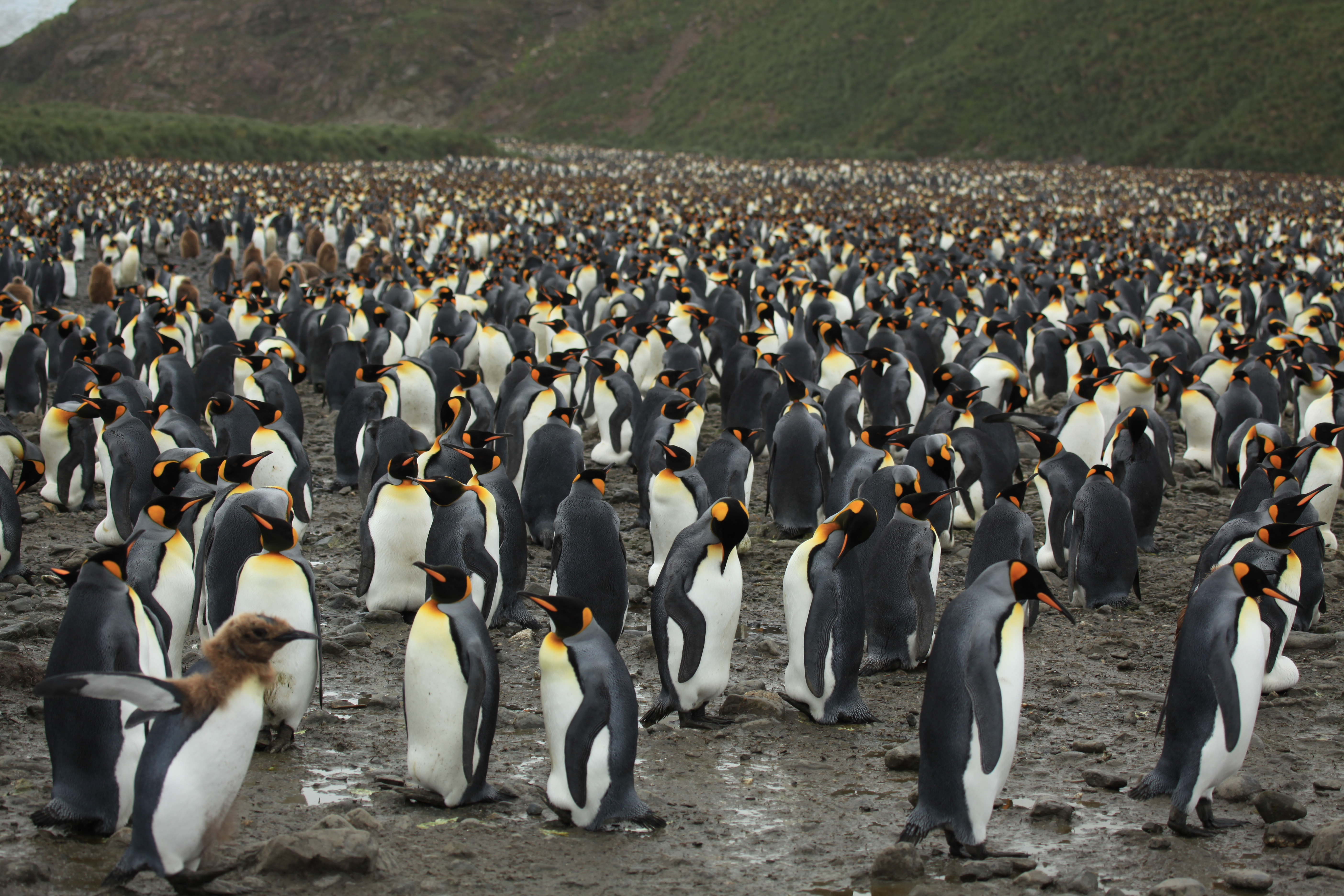
Uma colônia de 200 000 pinguins-rei (Aptenodytes patagonicus) na planície de Salisbury

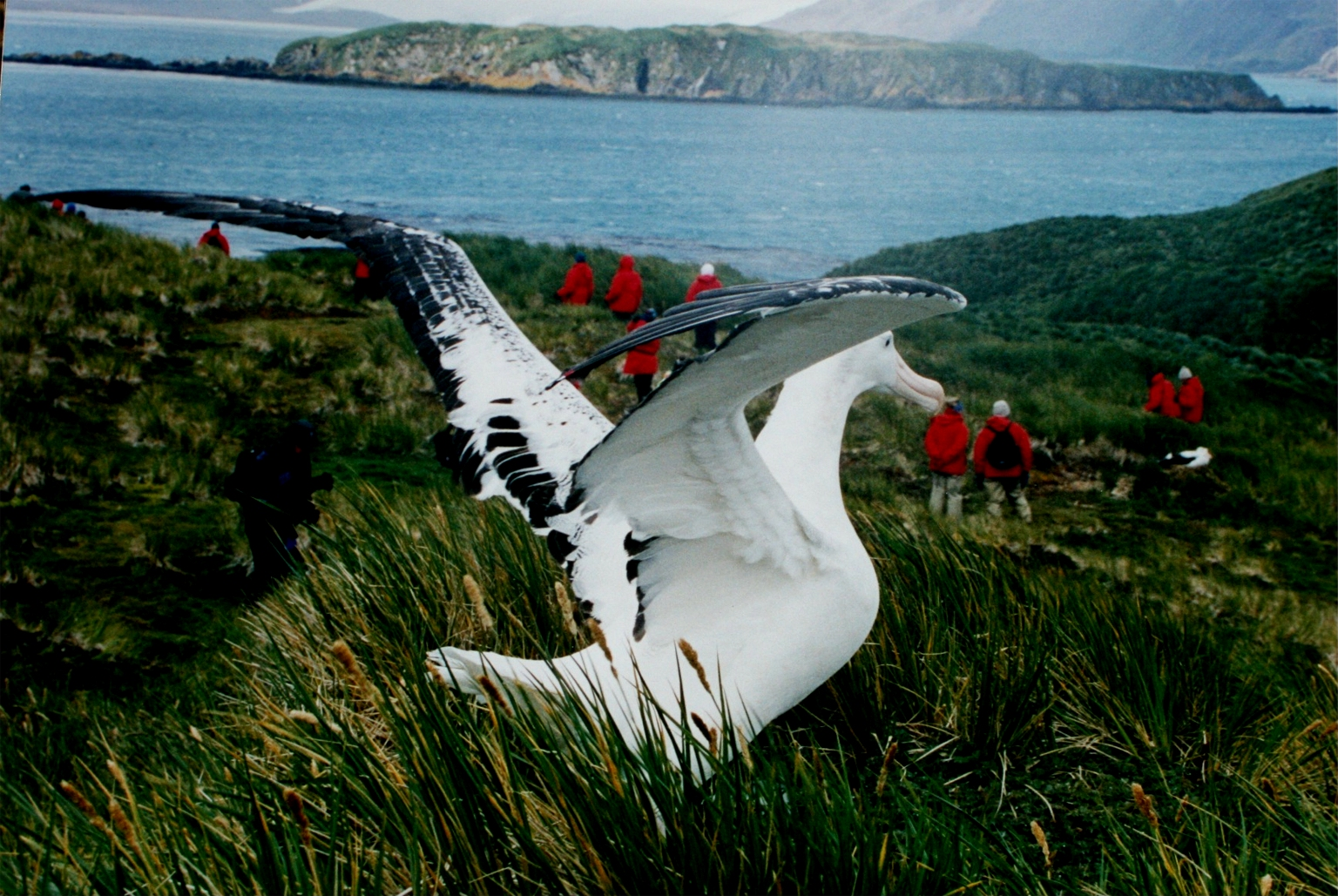
Um albatroz-errante na Ilha Georgia do Sul.

## Política
O poder executivo é investido na Monarca do Reino Unido e é exercido pelo Comissário, um cargo exercido pelo Governador das Ilhas Malvinas. O atual Comissário é Colin Roberts, que se tornou Comissário em 29 de abril de 2014. Um Diretor Presidente (Martin Collins) lida com assuntos de política e é Diretor da SGSSI Fisheries, responsável pela atribuição de licenças de pesca. Um Diretor Executivo (Richard McKee) trata de assuntos administrativos relacionados ao território. Há também um Oficial de Meio Ambiente (Jennifer Lee) e um Oficial de Marinha e Pescas (Katherine Ross). O Secretário Financeiro e Procurador-Geral do território são nomeados nomeações similares de ofício no Governo das Ilhas Malvinas.
Como não há habitantes permanentes nas ilhas, não há conselho legislativo e nenhuma eleição é realizada. O Ministério dos Negócios Estrangeiros do Reino Unido administra as relações externas do território. Desde 1982, o território celebra o Dia da Libertação em 14 de junho.
A constituição do território (adotada em 3 de outubro de 1985), a maneira como o governo é dirigido e a disponibilidade de revisão judicial foram discutidos em uma série de litígios entre 2001 e 2005. Embora seu governo seja inteiramente dirigido pelo Ministério dos Negócios Estrangeiros do Reino Unido, considerou-se que suas decisões sob essa direção não poderiam ser contestadas como se estivessem em decisões legais de um departamento do governo do Reino Unido portanto, a Convenção Europeia de Direitos Humanos não se aplicava. [carece de fontes?]

## Economia

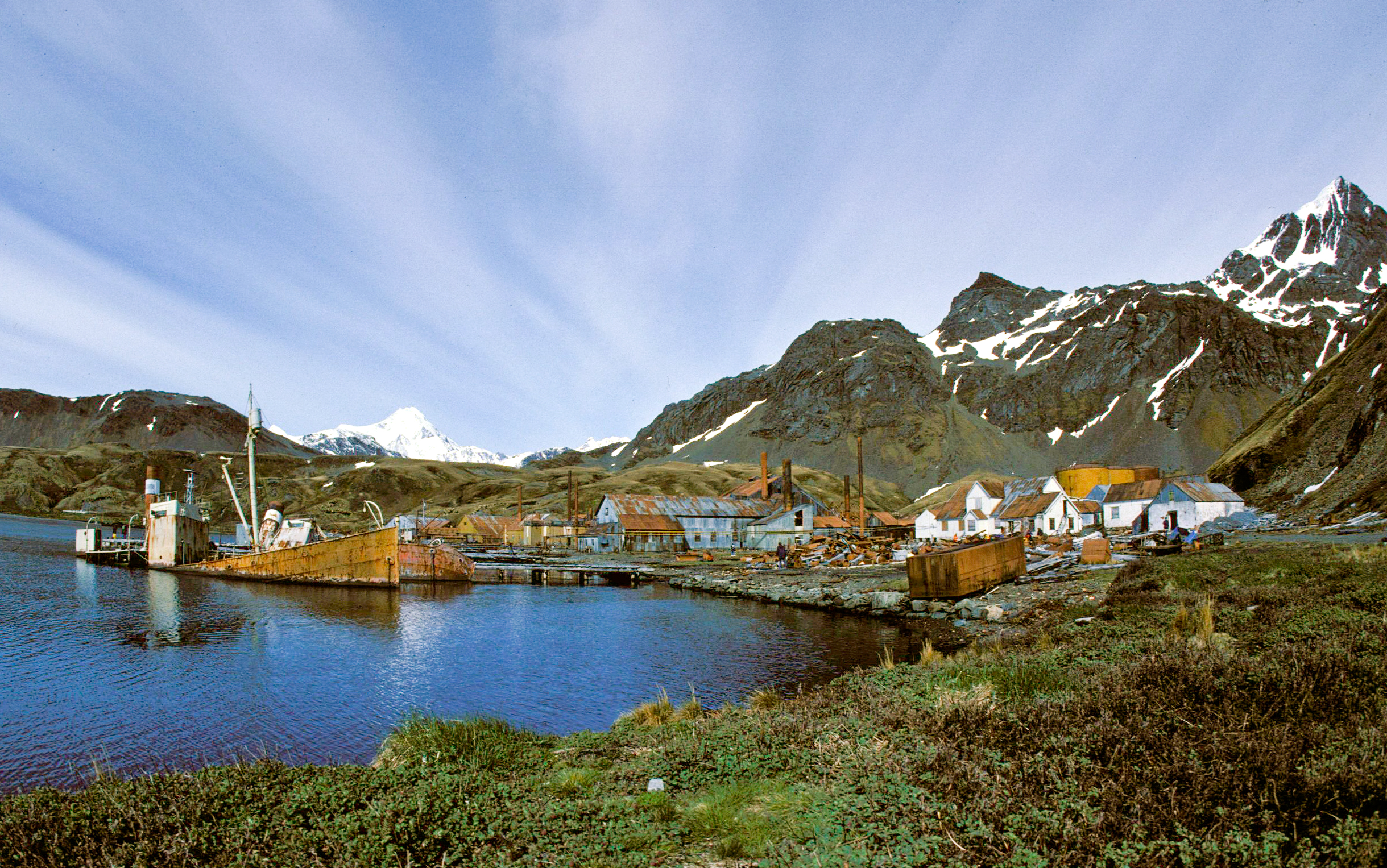
Vista de Grytviken.

Como não há habitantes nativos, a atividade econômica na Geórgia do Sul e nas Ilhas Sandwich do Sul é limitada. O território tem uma receita de £ 4,5 milhões, dos quais 80% são derivados de licenças de pesca (números de 2011). Outras fontes de receita são a venda de selos postais e moedas, turismo e alfândegas e taxas portuárias.

### Pesca
A pesca ocorre em torno da Geórgia do Sul e em águas adjacentes em alguns meses do ano, com licenças de pesca vendidas pelo território para Merluza-negra, bacalhau e krill. As licenças de pesca trazem milhões de libras por ano, a maioria dos quais é gasto em proteção e pesquisa na pesca. Todas as pescarias são regulamentadas e administradas de acordo com o sistema da Convenção para a Conservação da Vida Marinha Antártica (CCAMLR).
Em 2001, o governo da Geórgia do Sul foi citado pelo Marine Stewardship Council por sua pescaria de peixe-marinha sustentável da Patagônia, certificando que a Geórgia do Sul atendeu aos padrões ambientais do MSC. O certificado coloca limites no tempo e na quantidade de amendoim da Patagônia que podem ser capturados.

### Turismo
O turismo se tornou uma fonte maior de renda nos últimos anos, com muitos navios de cruzeiro e iates de vela visitando a área (a única maneira de visitar as Ilhas Geórgia do Sul é por mar, pois não há pistas de pouso nas Ilhas). O território ganha renda com taxas de pouso e venda de lembranças. Os navios de cruzeiro combinam frequentemente uma visita de Grytviken com uma viagem à península antártica.
As visitas em iate de cartas geralmente começam nas Ilhas Malvinas, duram entre quatro e seis semanas, e permitem que os hóspedes visitem portos remotos da Geórgia do Sul e das Ilhas Sandwich do Sul. Os veleiros são agora obrigados a ancorar e não podem mais amarrar nos velhos cais da caça à baleia na costa. Uma exceção a isso é o ancoradouro recentemente atualizado e reparado em Grytviken. Todos os outros molhes em antigas estações de baleação ficam dentro de uma zona de exclusão de 200 m (656 ft); E pedalar, ou colocar cordas em terra, é proibido. Os iates que visitam a Geórgia do Sul normalmente devem se reportar ao oficial do governo no King Edward Point antes de se deslocarem pela ilha.

### Selos postais
Uma grande fonte de renda do exterior também vem de selos postais das Ilhas Geórgia e Sandwich do Sul que são produzidos no Reino Unido.
Uma política de problemas razoáveis (alguns conjuntos de selos são emitidos a cada ano), juntamente com assuntos atraentes (especialmente baleias) os torna populares com colecionadores de selos tópicos.
Existem apenas quatro conjuntos de capas genuínas do primeiro dia a partir de 16 de março de 1982. Eles foram carimbados no South Georgia Post Office; Todos os que estavam em circulação foram marcados em outro lugar e enviados, mas os únicos genuínos foram mantidos no Correio na Geórgia do Sul. Estes quatro conjuntos foram removidos durante a Guerra das Malvinas por um membro da equipe do British Antarctic Survey nos poucos momentos em que os argentinos lhes permitiram reunir seus pertences. Todo o resto foi queimado, mas esses quatro conjuntos foram salvos e trazidos para o Reino Unido por Robert Headland.

### Moeda
A Libra das Ilhas Malvinas e a Libra Esterlina é a moeda oficial das ilhas, e as mesmas notas e moedas são usadas como no Reino Unido.[carece de fontes?]

## Defesa

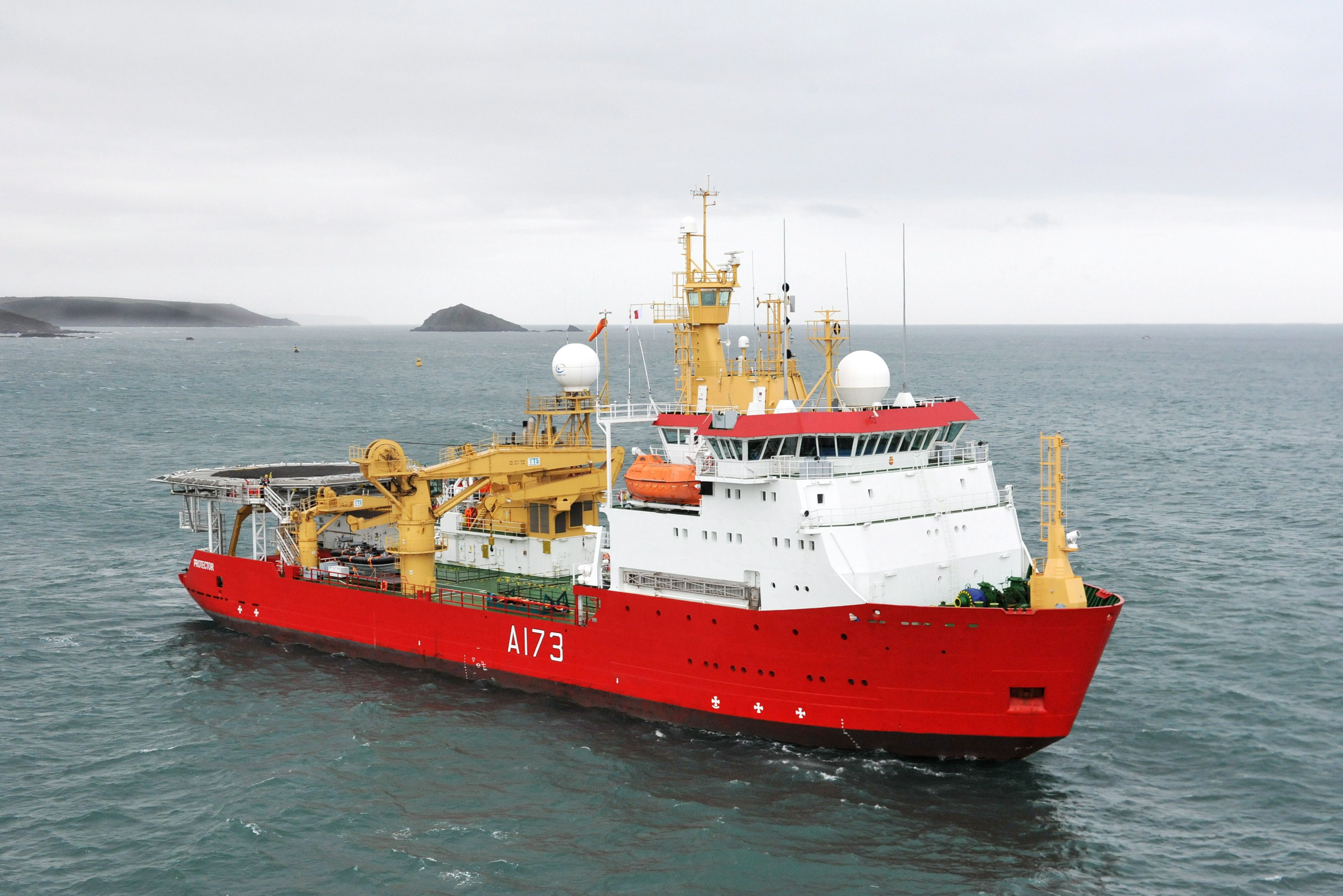
Um navio HMS Protector, da Marinha Real Britânica

Após a Guerra das Malvinas em 1982, uma presença militar britânica em tempo integral foi mantida em King Edward Point, na Geórgia do Sul. Isso foi reduzido durante a década de 1990 até o último destacamento ter deixado a Geórgia do Sul em março de 2001, depois que uma nova estação foi construída e ocupada pelo British Antarctic Survey.
A principal instalação militar britânica na região está em RAF Mount Pleasant e a base naval adjacente de Mare Harbor em East Falkland. Um punhado de navios navais britânicos patrulham a região, visitando a Geórgia do Sul algumas vezes ao ano e às vezes implementando pequenas patrulhas de infantaria. Os voos das aeronaves RAF C-130 Hercules e Vickers VC10 (substituídas pela Voyager) também ocasionalmente patrulham o território.
Um destróier ou fragata da Marinha Real Britânica e um navio auxiliar da Royal Fleet realizam a missão Tarefa da Patrulha Atlântica (Sul) na área circundante.
O HMS Endurance, o navio de patrulha de gelo da Marinha Real, operou na área do sul da Geórgia durante uma parte da maioria das estações de verão do sul até sua perda próxima devido a inundações em 2008. Ela realizou trabalhos hidrológicos e de mapeamento, além de auxiliar no trabalho de campo científico para o British Antarctic Survey, film e unidades fotográficas, e o grupo de expedição juvenil BSES Expeditions. Enquanto a decisão final sobre o destino da Endurance estava pendente, a Royal Navy fretou um quebra-gelo norueguês, renomeado HMS Protector, para atuar como substituto por três anos. Em setembro de 2013, o Ministério da Defesa britânico comprou o navio diretamente. Foi anunciado em 7 de outubro de 2013 que a Endurance será vendida por sucata.